# Pterotes iberica
Pterotes iberica är en fjärilsart som beskrevs av Templado och Ortiz 1966. Pterotes iberica ingår i släktet Pterotes och familjen tandspinnare. Inga underarter finns listade.